# 481
481 (CDLXXXI) fue un año común comenzado en jueves del calendario juliano, en vigor en aquella fecha. En el Imperio romano, el año fue nombrado el del consulado de Mecio sin colega, o menos comúnmente, como el 1234 Ab urbe condita, adquiriendo su denominación como 481 a principios de la Edad Media, al establecerse el anno Domini.

## Acontecimientos
- Marzo: en Corea, el reino Goguryeo ataca a Silla, el cual logra repeler la invasión con la ayuda de los reinos de Baekje y Daegaya.[1]
- Clodoveo es coronado como rey de los francos salios.[2] Durante su reinado de tres décadas unificará a todos los pueblos francos en el primer Estado francés, unificado bajo la Dinastía merovingia.[3]
- Odoacro, el líder hérulo que depuso a Rómulo Augústulo y terminó con el Imperio Romano Occidental (476), toma Dalmacia tras derrotar y asesinar al general godo-romano Ovida.[4]

## Fallecimientos
- 26 de diciembre: Childerico, rey de los francos
- Teodorico Estrabón, general bizantino.
- Basina, reina de Turingia.